# Eumerus astropilops
Eumerus astropilops är en tvåvingeart som beskrevs av Hull 1964. Eumerus astropilops ingår i släktet månblomflugor, och familjen blomflugor. Inga underarter finns listade i Catalogue of Life.